# Mariano Puerta
Mariano Puerta (* 19. September 1978 in San Francisco, Córdoba) ist ein ehemaliger argentinischer Tennisspieler.

## Karriere
Puerta war seit 1995 Profispieler. In seiner Karriere gewann er drei ATP-Turniere, alle auf Sand: Palermo (1998), Bogotá (2000) und Casablanca (2005).
Nachdem ihm die Einnahme von Clenbuterol nachgewiesen werden konnte, wurde Puerta 2003 für neun Monate gesperrt. Die deutliche Gewichtszunahme in dieser Zeit brachte ihm den Spitznamen „el gordo“ (der Dicke) ein.
Im Juni 2005 erreichte er bei den French Open sein erstes Grand-Slam-Finale. Anschließend wurde jedoch bekannt, dass Puerta auch dort positiv auf Etilefrin getestet wurde. Mariano Puerta wurde am 21. Dezember 2005 für acht Jahre gesperrt, legte gegen das Urteil jedoch Einspruch ein. Am 12. Juli 2006 wurde eine Reduzierung der Sperre auf zwei Jahre bekanntgegeben. Am 5. Juni 2007 gab er beim Challenger-Turnier in Sassuolo sein Comeback, für welches er eine Wildcard bekam. 2009 beendete er seine Karriere.

## Erfolge
| Legende                                          |
| Grand Slam                                       |
| Tennis Masters Cup ATP World Tour Finals         |
| ATP Masters Series ATP World Tour Masters 1000   |
| ATP International Series Gold ATP World Tour 500 |
| ATP International Series ATP World Tour 250 (6)  |
| ATP Challenger Tour (15)                         |

| Titel nach Belag |
| Hartplatz (0)    |
| Sand (6)         |
| Rasen (0)        |

### Einzel

#### Turniersiege

##### ATP World Tour
| Nr. | Datum           | Turnier    | Belag | Finalgegner       | Ergebnis  |
| --- | --------------- | ---------- | ----- | ----------------- | --------- |
| 1.  | 5. Oktober 1998 | Palermo    | Sand  | Franco Squillari  | 6:3, 6:2  |
| 2.  | 12. März 2000   | Bogotá     | Sand  | Younes El Aynaoui | 6:4, 7:65 |
| 3.  | 4. April 2005   | Casablanca | Sand  | Juan Mónaco       | 6:4, 6:1  |

##### ATP Challenger Tour
| Nr. | Datum              | Turnier         | Belag | Finalgegner        | Ergebnis        |
| --- | ------------------ | --------------- | ----- | ------------------ | --------------- |
| 1.  | 20. Juli 1997      | Quito           | Sand  | Ramón Delgado      | 6:1, 7:5        |
| 2.  | 19. April 1998     | Nizza           | Sand  | Arnaud Di Pasquale | 6:7, 6:4, 6:4   |
| 3.  | 7. Juli 2002       | Mantua          | Sand  | Potito Starace     | 6:3, 1:0 aufgg. |
| 4.  | 1. September 2002  | Brindisi        | Sand  | Leonardo Azzaro    | 6:3, 7:62       |
| 5.  | 4. Mai 2003        | Aix-en-Provence | Sand  | Rafael Nadal       | 3:6, 7:66, 6:4  |
| 6.  | 21. August 2004    | Samarqand       | Sand  | Pavel Šnobel       | 6:1, 6:2        |
| 7.  | 19. September 2004 | Teheran         | Sand  | Melle van Gemerden | 6:3, 6:4        |
| 8.  | 21. November 2004  | Santa Cruz      | Sand  | Franco Ferreiro    | 6:75, 6:4, 6:3  |
| 9.  | 12. Dezember 2004  | Guadalajara     | Sand  | Nicolás Lapentti   | 6:0, 6:2        |
| 10. | 13. Juli 2008      | Bogotá          | Sand  | Ricardo Hocevar    | 7:62, 7:5       |

#### Finalteilnahmen
| Nr. | Datum            | Turnier           | Belag | Finalgegner        | Ergebnis            |
| --- | ---------------- | ----------------- | ----- | ------------------ | ------------------- |
| 1.  | 10. August 1998  | San Marino        | Sand  | Dominik Hrbatý     | 2:6, 5:7            |
| 2.  | 21. Februar 2000 | Mexiko-Stadt      | Sand  | Juan Ignacio Chela | 4:6, 6:74           |
| 3.  | 28. Februar 2000 | Santiago de Chile | Sand  | Gustavo Kuerten    | 6:73, 3:6           |
| 4.  | 10. Juli 2000    | Gstaad            | Sand  | Àlex Corretja      | 1:6, 3:6            |
| 5.  | 17. Juli 2000    | Umag              | Sand  | Marcelo Ríos       | 6:71, 6:4, 4:6      |
| 6.  | 7. Februar 2005  | Buenos Aires      | Sand  | Gastón Gaudio      | 4:6, 4:6            |
| 7.  | 23. Mai 2005     | French Open       | Sand  | Rafael Nadal       | 7:66, 3:6, 1:6, 5:7 |

### Doppel

#### Turniersiege

##### ATP World Tour
| Nr. | Datum            | Turnier | Belag | Partner        | Finalgegner                       | Ergebnis      |
| --- | ---------------- | ------- | ----- | -------------- | --------------------------------- | ------------- |
| 1.  | 2. November 1998 | Bogotá  | Sand  | Diego del Río  | Gábor Köves Eric Taino            | 6:7, 6:3, 6:2 |
| 2.  | 26. April 1999   | München | Sand  | Daniel Orsanic | Massimo Bertolini Cristian Brandi | 7:6, 3:6, 7:6 |
| 3.  | 26. Juli 1999    | Umag    | Sand  | Javier Sánchez | Massimo Bertolini Cristian Brandi | 3:6, 6:2, 6:3 |

##### ATP Challenger Tour
| Nr. | Datum              | Turnier | Belag | Partner         | Finalgegner                      | Ergebnis         |
| --- | ------------------ | ------- | ----- | --------------- | -------------------------------- | ---------------- |
| 1.  | 13. Juli 1997      | Cali    | Sand  | Eduardo Medica  | Bernardo Martínez Marco Osorio   | 7:6, 7:5         |
| 2.  | 24. August 1997    | Genf    | Sand  | Diego del Río   | Guillaume Marx Olivier Morel     | 6:3, 6:4         |
| 3.  | 21. Juni 1998      | Zagreb  | Sand  | Julián Alonso   | Eduardo Nicolás Germán Puentes   | 6:1, 6:4         |
| 4.  | 23. September 2000 | Biella  | Sand  | Martín García   | Simon Aspelin Fredrik Bergh      | 6:2, 4:6, 6:4    |
| 5.  | 14. Juni 2008      | Sofia   | Sand  | Franco Ferreiro | Lazar Magdinčev Predrag Rusevski | 6:3, 1:6, [10:3] |